# Iran na Zimowych Igrzyskach Olimpijskich 2006
Iran na Zimowych Igrzyskach Olimpijskich 2006 reprezentowało dwóch zawodników. Wystartowali oni w narciarstwie alpejskim i biegach narciarskich.
Był to ósmy start Iranu na zimowych igrzyskach olimpijskich.

## Wyniki reprezentantów Iranu

### Narciarstwo alpejskie
Mężczyźni
- Alidad Saveh Shemshaki

slalom - 41. miejsce
slalom gigant - 36. miejsce

### Biegi narciarskie
Mężczyźni
- Seyed Mojtaba Mirhashemi

15 km stylem klasycznym - 90. miejsce